# Africada retroflexa sonora
A africada retroflexa sonora é um tipo de fonema, usado em algumas línguas faladas. O símbolo no Alfabeto Fonético Internacional que representa este som é ⟨ɖ͡ʐ⟩, às vezes simplificado para ⟨dʐ⟩ ou ⟨ꭦ⟩. Ocorre em idiomas como o polonês (o africado laminal dż) e as línguas caucasianas do noroeste (apical).

## Características
- Sua forma de articulação é a africada sibilante, o que significa que é produzida primeiro interrompendo totalmente o fluxo de ar, depois direcionando-o com a língua para a borda afiada dos dentes, causando turbulência de alta frequência.
- Seu local de articulação é retroflexo, o que significa prototipicamente que ele está articulado subapical (com a ponta da língua enrolada para cima), mas de forma mais geral, significa que é pós-alveolar sem ser palatalizado. Ou seja, além da articulação subapical prototípica, o contato da língua pode ser apical (pontiagudo) ou laminal (plano).
- Sua fonação é sonora, o que significa que as cordas vocais vibram durante a articulação.
- É uma consoante oral, o que significa que o ar só pode escapar pela boca.
- É uma consoante central, o que significa que é produzida direcionando o fluxo de ar ao longo do centro da língua, em vez de para os lados.
- O mecanismo da corrente de ar é pulmonar, o que significa que é articulado empurrando o ar apenas com os pulmões e o diafragma, como na maioria dos sons.

## Ocorrência
| Língua         | Língua                       | Palavra    | AFI                                                   | Significado | Notas                                                                                       |
| -------------- | ---------------------------- | ---------- | ----------------------------------------------------- | ----------- | ------------------------------------------------------------------------------------------- |
| Asturiano      | Alguns dialetos              | ḷḷuna      | ['ɖ͡ʐunä]                                              | Lua         | Corresponde a /ʎ/ em outros dialetos.                                                       |
| Bielorrusso    | Bielorrusso                  | лічба      | [lʲiɖ͡ʐbä]                                             | Número      | Laminal.                                                                                    |
| Chinês         | Wu                           | 长         | [ɖ͡ʐaŋ]                                                | Crescer     | Encontrado em apenas alguns dialetos Wu.                                                    |
| Polonês        | Padrão                       | dżem       | [ɖ͡ʐɛm]ⓘ                                               | Geleia      | Laminal; É transcrito /d͡ʒ/ pela maioria dos estudiosos poloneses.                           |
| Polonês        | Dialetos Cuyavian do sudeste | dzwon      | [ɖ͡ʐvɔn̪]                                               | Sino        | Alguns falantes. É o resultado da hipercorreção da mais popular fusão de /ɖ͡ʐ/ e /d͡z/ em d̪͡z̪. |
| Polonês        | Dialeto Suwałki              | dzwon      | [ɖ͡ʐvɔn̪]                                               | Sino        | Alguns falantes. É o resultado da hipercorreção da mais popular fusão de /ɖ͡ʐ/ e /d͡z/ em d̪͡z̪. |
| Qiang do norte | Qiang do norte               | vvdhe      | [ʁɖ͡ʐə]                                                | Estrela     |                                                                                             |
| Russo          | Russo                        | джем       | O ficheiro de áudio "Dzem_rus.ogg" não foi encontrado | Geleia      | Laminal. É uma variante bem rara, e é normalmente pronunciado como a sequência [dʐ].        |
| Servo-croata   | Servo-croata                 | џеп / džep | [ɖ͡ʐê̞p]                                                | Bolso       | Apical. Pode ser palato-alveolar, dependendo do dialeto.                                    |
| Eslovaco       | Eslovaco                     | džús       | [ɖ͡ʐu̞ːs]                                               | Suco        | Laminal.                                                                                    |
| Torwali        | Torwali                      | حؕىگ        | [ɖ͡ʐiɡ̥]                                                | Longo       | Contrasta com africada palatal.                                                             |
| Yi             | Yi                           | ꎐ / rry   | [ɖ͡ʐɪ˧]                                                | Dente       |                                                                                             |